# Neolophonotus loganius
Neolophonotus loganius là một loài ruồi trong họ Asilidae. Neolophonotus loganius được Londt miêu tả năm 1988. Loài này phân bố ở vùng nhiệt đới châu Phi.